# Phaenognatha erichsoni
Phaenognatha erichsoni är en skalbaggsart som beskrevs av Hope 1842. Phaenognatha erichsoni ingår i släktet Phaenognatha och familjen Aclopidae. Inga underarter finns listade i Catalogue of Life.